# Monumento Un lugar para la Memoria (Paine)
El Memorial de Paine es un monumento que recuerda a los 70 campesinos detenidos desaparecidos y ejecutados de la comuna de Paine durante la dictadura militar encabezada por Augusto Pinochet entre 1973 y 1990, siendo esta la comuna más afectada en relación con cantidad de habitantes a nivel nacional.

## Historia
La necesidad de tener un espacio de memoria en Paine se da dentro de la Agrupación de Familiares de Detenidos Desaparecidos y Ejecutados de Paine (AFDDyE), luego de dimensionar que los familiares de las setenta víctimas alcanzaba a más de mil habitantes de la comuna.
Desde ese momento la Agrupación movilizó a diversas instituciones públicas para lograr que en 2002, junto con el Programa de Derechos Humanos del Ministerio del Interior, se convocara un concurso público para diseñar el Memorial de Paine. El espacio de Memoria fue encargado a la Dirección de Obras y Artes del Ministerio de Obras Públicas, en colaboración con la Comisión Nemesio Antúnez. El proyecto ganador de la convocatoria fue el presentado por Jorge Iglesis y Leopoldo Prat, a cargo de la destacada artista visual Alejandra Ruddoff.
La construcción del Memorial inició en 2005, a un costado de la Autopista Central en Paine.
El 9 de marzo de 2006, a solo 2 días del Cambio de Mando de 2006, (En el que iniciaría el primer gobierno de Michelle Bachelet), el Presidente de la República, Ricardo Lagos Escobar, junto a una comitiva de Ministros, visitaron el sitio en obras del Memorial. En dicha ocasión, el presidente expresó que:

"...Decirles que pueden seguir contando conmigo, mañana como un ciudadano más. Porque cada ciudadano de este país tiene una nota de agradecimiento por lo que ustedes han hecho."
Intervención del Presidente Lagos

El Memorial de Paine terminó de construirse en 2008, para su inauguración asistieron diversas autoridades, entre las que destacan la Presidenta Michelle Bachelet, el expresidente Ricardo Lagos, junto a su esposa y ex primera dama, Luisa Durán, y el alcalde de Paine, Patricio Achurra. Junto a variedad de ministros de distintas carteras.
En 2015, el presidente de la Corte Suprema de Justicia, Sergio Muñoz, realizó una visita al Memorial de Paine, donde recorrió sus instalaciones junto a familiares de las víctimas. La visita finalizó con él dictando una charla sobre derechos humanos, convirtiéndose en la primera ocasión en que un presidente de la Corte Suprema visitaba el memorial.
El 11 de septiembre de 2024, en el marco por los 51 años del Golpe de Estado. El Presidente Gabriel Boric realizó una visita al Memorial de Paine junto a él Ministro de Justicia y Derechos Humanos, Luis Cordero; la ministra Secretaria General de Gobierno, Camila Vallejo y la ministra de Bienes Nacionales, Marcela Sandoval. En este encuentro, el presidente expresó su respaldo como gobierno a los familiares de los detenidos desaparecidos y ejecutados. Además, pidió perdón en nombre del Estado de Chile por la violencia cometida contra las víctimas.

## Diseño
El memorial fue diseñado por la artista visual Alejandra Ruddoff, junto a los arquitectos Jorge Iglesis G. y Leopoldo Prat V. La obra busca representar un gran bosque mediante 897 pilares de madera, que simbolizan a familiares y amistades. La ausencia de 70 pilares genera espacios vacíos que representan a los detenidos desaparecidos y ejecutados políticos. En esos espacios, los familiares y amigos de las víctimas pudieron diseñar y construir mosaicos de cerámica con representaciones personales de cada una de ellas..

## Administración
El Memorial de Paine está administrado por la Corporación Memorial de Paine: Un lugar para la Memoria, una organización de derecho privado, sin fines de lucro, fundada por Decreto Exento n.º 118 del 10 de enero de 2005 del Ministerio de Hacienda, cuya finalidad es crear conciencia sobre los derechos humanos y promoviendo el desarrollo cultural y artístico de Paine.
El primer presidente del directorio de la Corporación, fue el político, abogado y activista por los Derechos Humanos Andrés Aywin, quién jugó un rol importante en las batallas legales y judiciales en favor de los familiares de las víctimas de Paine desde 1973. Andrés Aylwin asumió el mando de la Corporación entre 2005 hasta la inauguración del memorial en 2008.
En 2017, el Ministerio de Bienes Nacionales, por medio de la Ministra Nivia Palma, entregó a la Corporación la concesión gratuita por 50 años del terreno fiscal donde se ubica el memorial.